# Sonderwirtschaftszone
Eine Sonderwirtschaftszone bzw. Wirtschaftssonderzone ist ein meist räumlich abgegrenztes geographisches Gebiet innerhalb eines Staates, für das rechtliche und administrative Erleichterungen für Investoren bestehen.
Diese betreffen in der Regel das Zoll- und Steuerrecht, mitunter aber auch andere Rechtsgebiete wie Umwelt-, Arbeits- oder Sozialrecht. Unterschieden werden Industrieparks (englisch industrial parks), Freihandelszonen (englisch free trade zones, FTZ), Exporthandelszonen (englisch export processing zones, EPZ), Freiwirtschaftszonen (englisch free economic zones, FEZ), Zollfreigebiete (englisch free ports) und Enterprise Zones (englisch urban enterprise zones).
Die Einrichtung solcher Zonen hat üblicherweise die Steigerung von in- und ausländischen Direktinvestitionen zum Ziel, darüber hinaus sollen sie für die Entwicklung des „Hinterlands“ wirtschaftliche und technologische Impulse setzen.
Sonderwirtschaftszonen gibt es unter anderem in der Volksrepublik China, in Indien, Nordkorea, Uruguay, Russland, Vietnam, der Republik Moldau, den Vereinigten Arabischen Emiraten und in Kasachstan. In den Trikont-Staaten wurden sie mit Hilfe der Weltbank seit den 1950er Jahren errichtet. Auch die ukrainische Stadt Slawutytsch, ein „Ersatz“ für die von der Katastrophe von Tschernobyl kontaminierte Stadt Prypjat, wurde zu einer Sonderwirtschaftszone erklärt.

## Argentinien
Die Sonderwirtschaftszone Feuerland (argentinischer Teil) führte seit 1972 zur starken wirtschaftlichen Entwicklung der Städte Ushuaia und Río Grande.

## Deutschland
Wirtschaftsexperten waren sich nach der Herstellung der Einheit Deutschlands uneins, ob eine Sonderwirtschaftszone für den Aufbau Ost eingerichtet werden sollte. So plädierte eine regierungsamtlich bestellte Expertenrunde um den ehemaligen Ersten Bürgermeister von Hamburg Klaus von Dohnanyi für die Errichtung einer solchen Zone. Andere Politiker hielten sie jedoch steuer- und tarifrechtlich sowie im Hinblick auf EU-Gesetze für nicht durchsetzbar.

## Honduras
Auch Honduras verfügt über Sonderwirtschaftszonen unter der Kurzbezeichnung „ZEDE“ (Zone for Employment and Economic Development) = Zonen für Arbeit und wirtschaftliche Entwicklung. Dort wird versucht, Teilgebiete des Landes unter komplett privatwirtschaftlichen Rahmenbedingungen zu organisieren.

## Indien
Im April 2000 entschied die indische Regierung, die acht staatlichen Exportproduktionszonen (englisch Export Processing Zones, EPZ) in Sonderwirtschaftszonen (englisch Special Economic Zones, SEZ) nach dem Vorbild Chinas umzuwandeln. Diese befinden sich in:
- Chennai (Bundesstaat Tamil Nadu)
- Falta (Westbengalen)
- Kandla (Gujarat)
- Kochi (Kerala)
- Noida (Uttar Pradesh)
- Santacruz (Mumbai, Bundesstaat Maharashtra)
- Surat (Gujarat)
- Visakhapatnam (Andhra Pradesh)

Später wurden auch in Indore (Madhya Pradesh), Jaipur (Rajasthan) und Kalkutta (Westbengalen) Sonderwirtschaftszonen eingerichtet, 61 weitere wurden bewilligt und befinden sich in Planung bzw. im Ausbau.
In den indischen Sonderwirtschaftszonen werden keine Zölle erhoben. Die dort angesiedelten Unternehmen haben freien Zugang zum indischen Binnenmarkt. Zudem bietet die Regierung eine Reihe weiterer Anreize wie Steuervergünstigungen oder gar -erlasse über einen gewissen Zeitraum sowie gesetzliche Ausnahmeregelungen. Ziel ist es, ausländische Investoren anzulocken und international wettbewerbsfähige, exportorientierte Industriebetriebe aufzubauen.

## Iran
Nach Beendigung des Iran-Irak-Kriegs 1989 trachtete die iranische Regierung die daniederliegende Wirtschaft ankurbeln. Hierzu wurde der erste Fünfjahresplan zur wirtschaftlichen, gesellschaftlichen und kulturellen Entwicklung aufgestellt. Infolge dieses Programms wurden sieben Freihandelszonen und mehrere Sonderwirtschaftszonen eingerichtet, um ausländische Investoren anzulocken. In diesen Gebieten herrschen spezielle Regeln und Gesetze. Bestimmte iranische Gesetze gelten in einigen Bereichen nicht, und es gibt keine Beschränkungen hinsichtlich der Kapitalanteile ausländischer Investoren.
Derzeit (April 2016) existieren sieben Freie Handels- und Industriezonen:
- Anzali (grenzt an das Kaspische Meer Richtung Russland)
- Arvand (grenzt an den Irak)
- Kisch (Insel im Persischen Golf, die an die Straße von Hormus grenzt)
- Qeschm in der Provinz Hormozgan (Insel im Persischen Golf, grenzt an die Straße von Hormus)
- Tschahbahar in der Provinz Sistan und Belutschistan (grenzt an Afghanistan und Pakistan)
- Aras (grenzt an die Autonome Republik Nachitschewan, die zu Aserbaidschan gehört): eine neue Eisenbahnlinie soll von Teheran über Dscholfa, Maku und Bāzargān (Bāzargān) ins türkische Kars laufen und so die beiden Eisenbahnstreckennetze verbinden. Diese neue Verbindung wird den Güterverkehr von Iran in den Kaukasus, in die Türkei und von dort aus nach Europa erleichtern.
- Maku (grenzt an die Türkei)

## Kuba
In der Spezialzone zur Entwicklung am Industriehafen Mariel, gut 40 Kilometer westlich von Kubas Hauptstadt Havanna, gelten seit 1. November 2013 besonders günstige Zoll- und Steuerregelungen für ausländische Investoren. Die Sonderwirtschaftszone stellte zugleich eine Herausforderung für die USA dar, die seit Jahrzehnten ein Embargo gegen Kuba aufrechterhielten. Kuba scheint es gerade zu gelingen, 120 Seemeilen vor der Küste Floridas einen internationalen Handelshafen zu etablieren.

## Laos

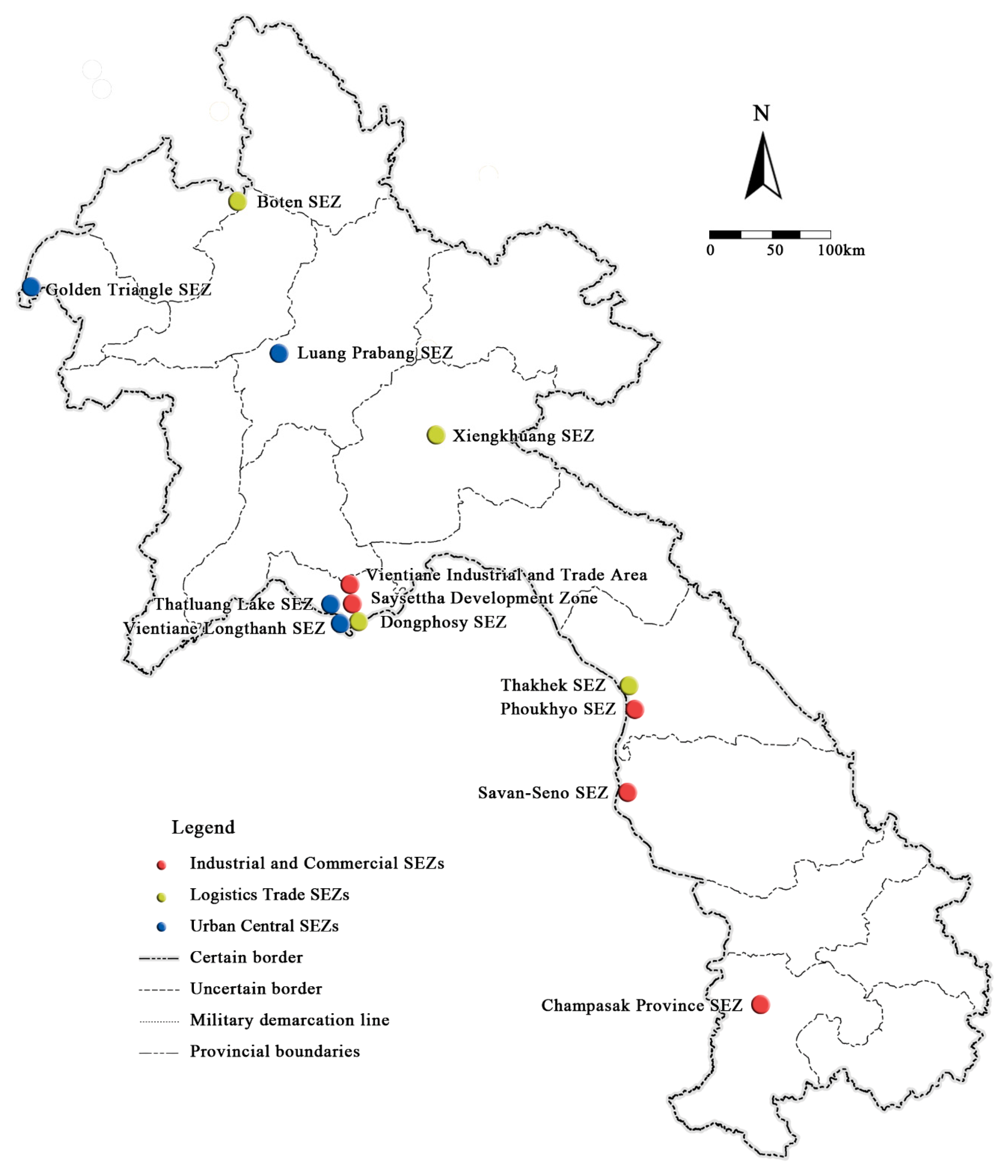
Verteilung von Sonderwirtschaftszonen in Laos (Stand 2021)

In Laos wächst die Anzahl an Sonderwirtschaftszonen, wie in den meisten südostasiatischen Ländern, stetig. Seit 1986 setzt Laos eine Reform- und Öffnungspolitik um und hat in den 2000er-Jahren die Entwicklung von Sonderwirtschaftszonen aufgenommen, um das inländische Geschäftsumfeld zu verbessern und ausländische Investitionen anzuziehen. Im Jahr 2003 wurde mit der Gründung der Sonderwirtschaftszone Savan-Seno der Bau der ersten Sonderwirtschaftszone offiziell eingeleitet. Im Jahr 2007 wurde die Sonderwirtschaftszone Goldenes Dreieck geschaffen, die verstärkt mit kriminellem Handel assoziiert wird. Einem Bericht des laotischen Ministeriums für Planung und Investitionen zufolge hatten sich bis 2017 in den Zonen 352 Unternehmen mit einem registrierten Gesamtkapital von 8 Milliarden US-Dollar angesiedelt, die Einnahmen in Höhe von 17 Millionen US-Dollar generiert und 18.000 Arbeitsplätze geschaffen haben sollen. Die Sonderwirtschaftszonen sollen in Laos zwar die wirtschaftliche und soziale Entwicklung des Landes gefördert haben, doch sind sie auch mit einer Reihe von Problemen konfrontiert, z. B. der mangelnden Einbindung der angesiedelten Unternehmen in die reguläre Wirtschaft und einer ineffizienten Flächennutzung.

## Litauen
- Freie Wirtschaftszone Akmenė
- Freie Wirtschaftszone Kaunas
- Freie Wirtschaftszone Kėdainiai
- Freie Wirtschaftszone Klaipėda
- Freie Wirtschaftszone Panevėžys
- Freie Wirtschaftszone Marijampolė
- Freie Wirtschaftszone Šiauliai

## Nordkorea
Nach chinesischem Vorbild und mit südkoreanischen Investitionen wurden seit dem Jahr 2000 auch in Nordkorea vier Sonderwirtschaftszonen eingerichtet:
- Industriegebiet Kaesŏng
- Touristenregion Kŭmgang-san
- Rasŏn
- Besondere Verwaltungsregion Sinŭiju

## Polen
In Polen gibt es insgesamt 14 Sonderwirtschaftszonen (polnisch Specjalna strefa ekonomiczna, SSE), deren Laufzeit zunächst bis in das Jahr 2020 verlängert wurde. 2013 gab es eine weitere Verlängerung um sechs Jahre bis Ende 2026.
Die 14 SSE sind:
- EURO-Park Mielec
- Katowicka
- Łódźka
- Tarnobrzeska (EURO-Park Wisłosan)
- Krakowska (Krakowski Park Technologiczny)
- Kostrzynsko-Słubicka
- Starachowicka
- Pomorska
- Legnicka
- Słupska
- Wałbrzyska
- Kamiennogórska (Małej Przedsiębiorczości)
- Warmińsko-Mazurska
- Suwałska

## Russland
Offiziell gab es in den 1990er Jahren in Russland nur eine Sonderwirtschaftszone: Jantar bei Kaliningrad. Aufgrund der mangelnden Industrieansiedlung in der Kaliningrader Oblast im Kalten Krieg wurde 1991 ein Gesetz über eine Sonderwirtschaftszone verabschiedet. 1996 erging ein verbessertes Gesetz, da die Strukturen durch Ineffizienz und Korruption nicht den erhofften Erfolg erbracht hatten. 2006 wurde der Status der Sonderwirtschaftszone endgültig auf die Dauerhaftigkeit von 25 Jahren festgesetzt.
Zu Beginn des 21. Jahrhunderts setzte in Russland eine intensive Diskussion über Sonderwirtschaftszonen ein. Die Idee, nach chinesischem Vorbild mehrere Sonderwirtschaftszonen auch in Russland einzurichten (vor allem in Sibirien und Fernost), wird Ex-Ministerpräsident Jewgeni Primakow in seiner Funktion als Präsident der Russischen Industrie- und Handelskammern zugeschrieben. Unter der Präsidentschaft von Wladimir Putin wurde schließlich im Jahre 2005 ein entsprechendes Gesetz über Sonderwirtschaftszonen in der Russischen Föderation verabschiedet, das in den verschiedenen Oblasten einen Wettbewerb stimulierte. Eine Föderale Agentur für das Management der Sonderwirtschaftszonen wurde errichtet, die für die Realisierung des Programms verantwortlich zeichnet.
Bis Ende 2010 wurden 25 Sonderwirtschaftszonen konzipiert und bestätigt, darunter u. a.:
- 4 Industrie-Sonderwirtschaftszonen
  - Jelabuga
  - Lipezk
  - Toljatti
  - Titanovaja Dolina
- 5 technologieorientierte Sonderwirtschaftszonen
  - Moskau
  - St. Petersburg
  - Dubna
  - Tomsk
  - Tatarstan
- 6 Sonderwirtschaftszonen für Tourismus und Erholung
  - Gebiet Irkutsk
  - Gebiet Altai
  - Republik Altai
  - Republik Burjatien
  - Oblast Kaliningrad
  - Region Stawropol
  - 6 weitere touristische Sonderwirtschaftszonen für Tourismus und Erholung sind im Föderationsgebiet Nord-Kaukasus im Aufbau.
- 4 Hafen-Sonderwirtschaftszonen
  - Region Chabarowsk
  - Sowjetskaja Gawan
  - Ost-Uljanowsk
  - Murmansk
  - Freihafen Vladivostok

## Vereinigte Arabische Emirate
Freihandelszonen in den Vereinigten Arabischen Emiraten (VAE) sind räumlich abgegrenzte Wirtschaftsgebiete, in denen besondere rechtliche Rahmenbedingungen gelten. Jede Freihandelszone wird von einer eigenen Verwaltungsbehörde („Free Zone Authority“) reguliert, die Lizenzen erteilt und interne Vorschriften erlässt.
Eine Besonderheit stellen die Finanzfreihandelszonen Dubai International Financial Centre (DIFC) und Abu Dhabi Global Market (ADGM) dar. Diese verfügen über ein eigenes, auf dem britischen Common Law basierendes Rechtssystem mit eigenen Gerichten, die unabhängig vom bundesstaatlichen Recht der VAE gelten.
Viele Freihandelszonen sind auf bestimmte Branchen spezialisiert, etwa das Dubai Multi Commodities Centre (DMCC) auf den Rohstoffhandel, wobei in der Praxis häufig auch andere Geschäftstätigkeiten zugelassen werden.
Freihandelszonengesellschaften, die als sogenannte Qualifying Free Zone Person eingestuft werden, können unter bestimmten Voraussetzungen einem Körperschaftsteuersatz (Income Tax) von 0 % statt 9 % unterliegen. In als Designated Zone ausgewiesenen Gebieten gelten zudem weitgehende Umsatzsteuerbefreiungen.
Weitere Beispiele für Freihandelszonen, die im räumlich Emirat Dubai gelegen sind:
- Jebel Ali Free Zone (Freihafenzone, Umgebungsflächen weit bis ins Hinterland)
- Dubai Internet City FZ (keine inhaltlichen Beschränkungen)
- Dubai Media City FZ (Internationale Produktionen, auflagenfrei)
- Knowledge Village FZ (auflagenfreie Ableger internationaler Hochschulen)
- Dubai Airport FZ (wie Freihafenzone, große Umgebungsflächen)
- Gold and Diamond Park FZ (Schmuckhandel)
- Cars and Automotive FZ (verbilligt Automobile)
- Metals and Commodities FZ (fördert den Grundstoffumschlag)
- Dubai Silicon Oasis FZ (Technologie-Zentrum)
- Dubai Maritime City FZ (Maritime Dienstleistungen, steuergemindert)
- Dubai Aid City FZ (Internationale Gesundheitsangebote, steuergemindert)

## Volksrepublik China

Die Sonderwirtschaftszonen (Sonderverwaltungszonen) der Volksrepublik China (2019)

Bei den chinesischen Sonderwirtschaftszonen steht Sonder- vor allem für das Wirtschaftssystem und die Wirtschaftspolitik. Das bedeutet, dass die Zentralregierung den Sonderwirtschaftszonen das Recht gibt, eine besondere Wirtschaftspolitik zu verfolgen.
Es gibt besondere Steuervergünstigungen für Investitionen in den Sonderwirtschaftszonen.
Das Wirtschaftssystem der Sonderwirtschaftszonen beruht auf den folgenden vier Prinzipien:
- Die Bautätigkeit erfolgt, um ausländisches Kapital anzuziehen und zu nutzen
- Die vorherrschenden wirtschaftlichen Subjekte sind chinesisch-ausländische Joint Ventures und Partnerschaften sowie ausländische Unternehmen
- Die Produktion ist vorrangig für den Export bestimmt.
- Die wirtschaftlichen Aktivitäten werden vom Markt bestimmt.

Sonderwirtschaftszonen haben in der nationalen Planung (inkl. der Finanzplanung) einen Sonderstatus und haben in ihrer Wirtschaftsverwaltung die gleichen Rechte wie eine Provinz. Die lokale Regierung einer Sonderwirtschaftszone hat das Recht zur Gesetzgebung.
Liste der Sonderwirtschaftszonen:
- Provinz Guangdong: Shenzhen, Zhuhai, Shantou
- Provinz Fujian: Xiamen
- die gesamte Provinz Hainan
- Auch die ehemals britischen und portugiesischen Pachtgebiete Hongkong und Macau gelten als Sonderwirtschaftszonen, haben aber als Sonderverwaltungszonen größere innenpolitische Autonomie.

Darüber hinaus hat die Volksrepublik die gesamte Küste von der koreanischen bis zur vietnamesischen Grenze (ausgenommen die Mündung des Huang He) zum offenen Küstengebiet sowie folgende Häfen zu offenen Küstenstädten erklärt (allesamt ehemalige Vertragshäfen):
- Dalian (ehemaliges russisch-japanisches Pachtgebiet)
- Qinhuangdao
- Tianjin
- Yantai (nahe dem ehemals britischen Pachthafen Weihai)
- Qingdao (ehemals deutsch-japanisches Pachtgebiet Tsingtao)
- Lianyungang
- Nantong
- Shanghai
- Wenzhou
- Fuzhou
- Guangzhou (Kanton)
- Zhanjiang (ehemals französisches Pachtgebiet)
- Beihai

Zudem wurden zahlreiche Städte im Landesinneren erneut geöffnet, wie beispielsweise die Stadt Kaschgar, in der westlichen Provinz Xinjiang.
Es gibt unter Wirtschaftswissenschaftlern Zweifel daran, ob die Mehrheit der insgesamt rund 60 Sonderwirtschaftszonen die investierten Beträge wieder als Steuereinnahmen einbringen.